# Robin van Galen
Robin van Galen (Rotterdam, 20 februari 1972) is een Nederlandse waterpolocoach en waterpolospeler.
Van Galen nam als coach eenmaal deel aan de Olympische Spelen, in 2008. Hij begeleidde het Nederlandse damesteam naar de olympische titel. Na de Olympische Spelen kreeg hij uit handen van Erica Terpstra de medaille voor beste Nederlandse coach op de Olympische Spelen. Zilver en brons waren voor Jacco Verhaeren en Marc Lammers.
Van Galen is onder andere coach geweest bij HZC De Robben en GZC Donk. 
Van Galen is getrouwd met oud-waterpolointernational Marjan op den Velde. Samen kregen ze twee kinderen. Zij nam in 2000 deel aan de Olympische Spelen.
In 2008 werd Van Galen ook verkozen tot sportcoach van het jaar in Nederland. Hij versloeg in deze verkiezing Gerard Kemkers en Marc Lammers.
Van 2011 tot juli 2014 was hij coach van het mannenteam van UZSC, waarmee hij promoveerde naar de Eredivisie van het waterpolo. In 2013 ging hij aan de slag als waterpolocoach van de Nederlandse mannen, waarmee hij zich tevergeefs probeerde te kwalificeren voor de Olympische Spelen in Rio de Janeiro van 2016. Op 28 maart 2019 legde hij die functie neer.

## Titels

### Als coach

#### Team
- Nederlands Kampioen Dames met GZC Donk (1997/1998, 1998/1999)
- Nederlandse Beker Dames met GZC Donk (1997/1998, 1999/2000)
- Runners-up LEN Euroleague Dames met GZC Donk (1998/1999)
- Nederlandse Beker Heren met HZC De Robben (2000/2001)
- Olympisch kampioen waterpolo (2008)
- Nederlands Beker Heren met GZC Donk (2008/2009, 2009/2010)
- Nederlands Kampioen Heren met GZC Donk (2008/2009, 2009/2010)
- Vice-Kampioen Heren met UZSC 2012/2013

#### Individueel
- Beste Nederlandse coach op de Olympische Spelen - 2008
- Nederlands sportcoach van het jaar 2008

## Palmares
- 2008:  Olympische Spelen van Peking

Iefke van Belkum · 
Gillian van den Berg · 
Daniëlle de Bruijn · 
Mieke Cabout · 
Rianne Guichelaar · 
Biurakn Hakhverdian · 
Marieke van den Ham · 
Noeki Klein · 
Simone Koot · 
Ilse van der Meijden · 
Meike de Nooy · 
Alette Sijbring · 
Yasemin Smit · 
Robin van Galen (bondscoach) · 
Arno Havenga (teammanager)